# Evropská silnice E48

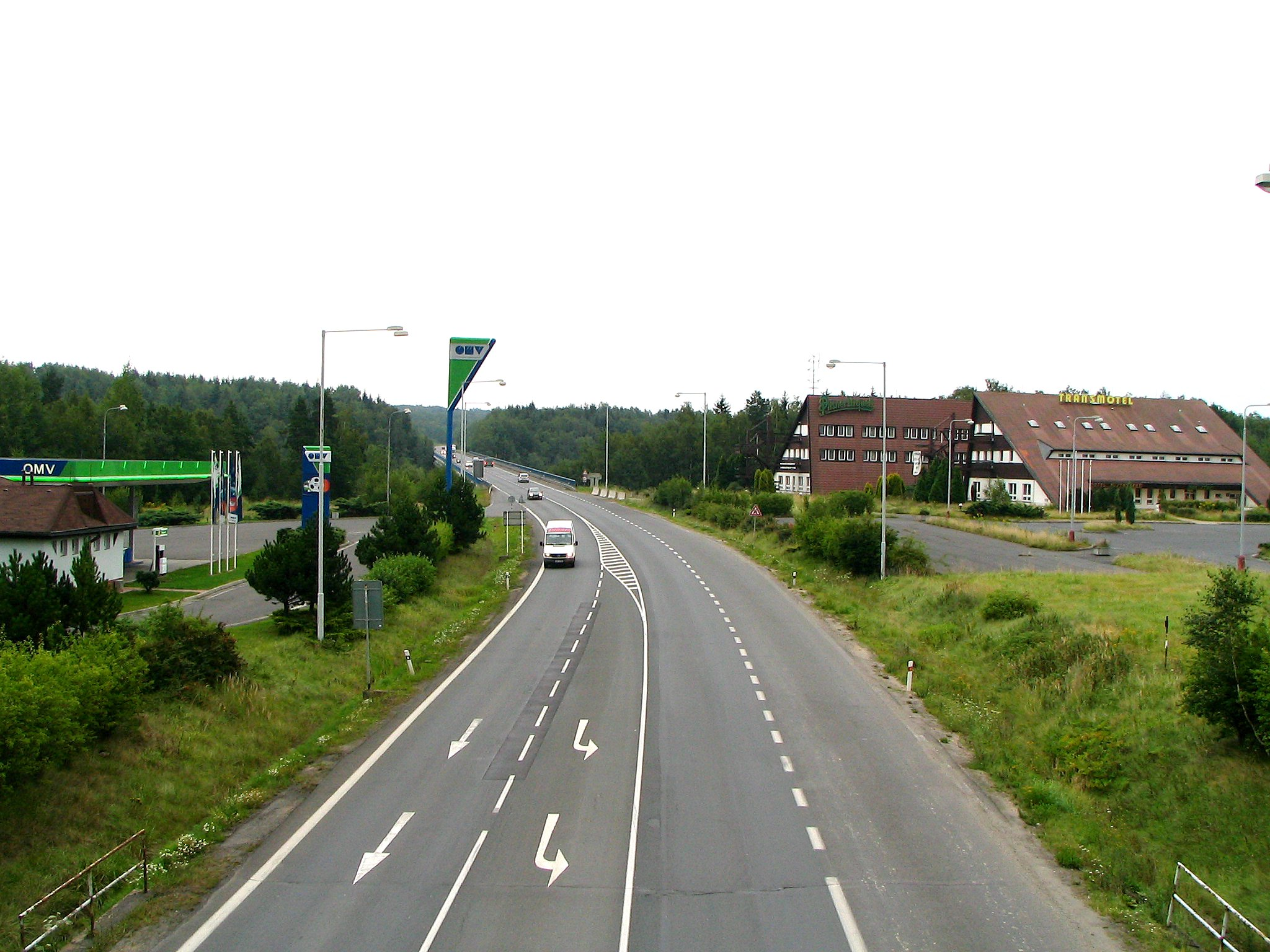
E48 ještě na původní silnici I/6 v okolí Sokolova. Dnes tudy vede dálnice D6.

Evropská silnice E48 je evropskou mezinárodní silnicí 1. třídy. Je dlouhá 350 km a vede ze středního Německa do Čech, v západovýchodním směru zhruba podél 50. rovnoběžky. Příčně propojuje páteřní evropské silnice E45 a E55. Z větší části je vedena po dálnicích.

## Trasa
Německo
- Werneck (E45) – Schweinfurt – Bamberg –
- Bayreuth/Himmelkron (E51)
- – Bad Berneck – Marktredwitz – Schirnding

 Česko
- Pomezí nad Ohří – Františkovy Lázně/Cheb (E49→)
- Cheb – Sokolov – Loket –
- Karlovy Vary (→E49, E442) – Bochov –
- Bošov –
- Lubenec – Hořesedly
- Krupá – Unhošť –
- Praha (E50, E55, E65, E67)

## E48 v Česku
Na českém území je silnice E48 vedena po páteřní trase Praha – Karlovy Vary – Cheb – Německo (směr Bamberg, Würzburg). Podle národního číslování se jedná o silnici I/6, postupně převáděnou na budovanou dálnici D6. V úseku Karlovy Vary – Cheb je společně s E48 vedena i evropská silnice E49.